# Doan Yu
Yu Doan (sinh ngày 14 tháng 12 năm 1995) là một cầu thủ bóng đá người Nhật Bản.

## Sự nghiệp câu lạc bộ
Yu Doan đã từng chơi cho AC Nagano Parceiro.